# Список керівників держав 363 року
Список керівників держав 363 року — це перелік правителів країн світу 363 року.
Список керівників держав 362 року — 363 рік — Список керівників держав 364 року — Список керівників держав за роками

## Європа
- Боспорська держава — цар Савромат V (359—370)
- плем'я вандалів — король Годагисл (359-406)
- плем'я гунів — цар Баламир (360-378)
- Дал Ріада — ?
- Думнонія — Конан Меріадок (340-387)
- Ірландія — верховний король Еохайд Мугмедон (357—365)
- Римська імперія — Флавій Клавдій Юліан (361—363); Йовіан (363—364)
- Святий Престол — папа римський — Ліберій (352-366)
- Візантійський єпископ Євдоксій Антіохійський (360—370)
  - Британія (римська провінція) — Аліпій Антіохійський (361—363)

## Азія
- Близький Схід
- Гассаніди — Джафна II ібн аль-Мундір (361—391)
- Диньяваді (династія Сур'я) — раджа Тюрія Мандала (313-375)
- Іберійське царство — цар Саурмаг II (361—378)
- Велика Вірменія — Аршак II (350 — 367)
- Кавказька Албанія — цар Урнайр (360—371/379)
- Індія
  - Царство Вакатаків — імператор Прітвісена I (355—380)
  - Імперія Гуптів — Самудрагупта (350—375)
  - Західні Кшатрапи — махакшатрап Рудрасена III (348—380)
  - Держава Кадамба — Маюрашарма (345—365)
  - Кушанська імперія — Кіпунада (345? — 375)
  - Раджарата — раджа Буддхадаса (341—370)
- Китай
  - Династія Цзінь — Сима Пі (361—365)
  - Династія Рання Лян — Чжан Сюаньцзін (355—363); Чжан Тяньсі (363—376)
  - Дай — Тоба Шегіянь (338—377)
  - Туюхун (Тогон) — Мужун Сюйсі (351—371)
  - Рання Янь — Мужун Вей (360—370)
  - Династія Рання Цінь — Фу Цзянь (357—385)
- Корея
  - Кая (племінний союз) — ван Ісіпхум (346—407)
  - Когурьо — тхеван (король) Когугвон (331—371)
  - Пекче — король Кинчхого (346—375)
  - Сілла — ісагим (король) Немуль (356—402)
- Паган — король Тілі К'яунг I (344—387)
- Персія
  - Держава Сасанідів — шахіншах Шапур II (309-379)
- Тямпа — Фан Фо (349—377)
- Хим'яр — Малкікаріб Їха'мін II (360-375)
- Японія — Імператор Нінтоку (313-399)
  - Сирія (римська провінція) — Гаян Тірський (362—363)

## Африка
- - Єгипет (римська провінція) — Едіцій Олімп (362—363)

## Північна Америка
- Мутульське царство — Чак-Ток-Іч'аахк II (359/360 — 378)